# Lista dos presidentes da Câmara Municipal da Figueira da Foz
Segue-se a lista dos presidentes da Câmara Municipal da Figueira da Foz em ordem cronológica:

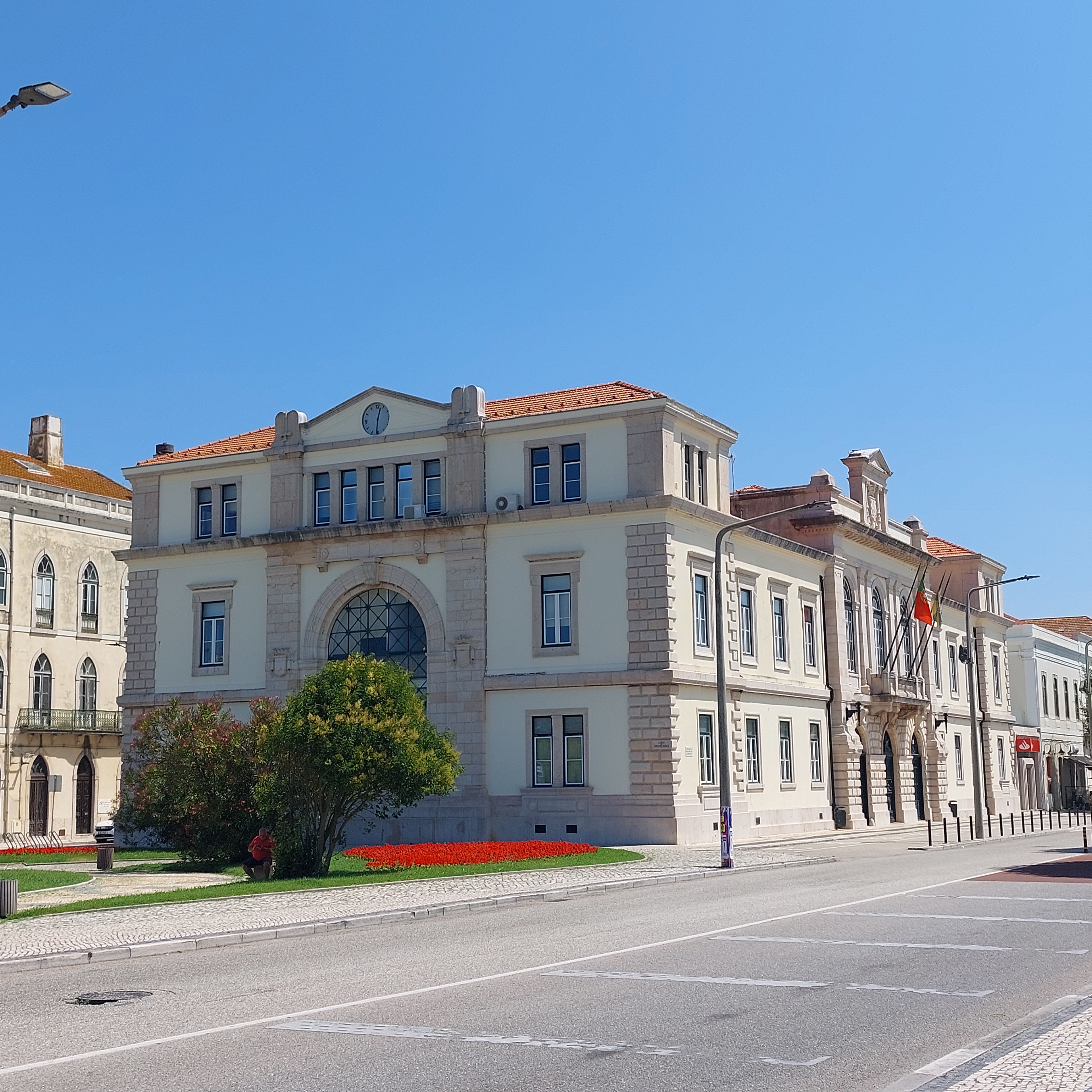
A Câmara Municipal da Figueira da Foz.

## Desde aRevolução de 25 de Abril de 1974
- 1976–1979: José Manuel Teixeira Leite (PS)
- 1979–1982: Joaquim Barros Sousa (PS)
- 1982–1997: Manuel Aguiar de Carvalho (PS)
- 1997–2001: Pedro Santana Lopes (PSD)
- 2001–2009: António Duarte Silva (PSD)
- 2009–2017: João Ataide das Neves (PS)
- desde 2017: Pedro Santana Lopes (Figueira A Primeira)